# St Leonards-on-Sea
St Leonards-on-Sea (comunemente nota come St Leonards) è una città e località balneare nel distretto di Hastings nell'East Sussex, in Inghilterra. Fa parte del distretto dalla fine del XIX secolo e si trova a ovest del centro di Hastings. La parte originaria dell'insediamento nasce all'inizio dell'Ottocento come nuova città: un luogo di eleganti case pensate per i benestanti; comprendeva anche un giardino pubblico centrale, un albergo, un tiro con l'arco, sale riunioni e una chiesa. L'odierna St Leonards si è estesa ben oltre il progetto originale, sebbene la città originale esista ancora al suo interno.